# サル・ロマノ
- サル・ロマーノ

サルバトーレ・J・ロマノ（Salvatore J. Romano, 1993年10月12日 - ）は、アメリカ合衆国ニューヨーク州ナッソー郡ショセット出身のプロ野球選手（投手）。右投左打。アメリカ独立リーグ・アトランティックリーグのガストニア・ハニーハンターズ所属。愛称はビッグ・サリー（Big Sally）。
メディアによっては「ロマーノ」と表記されることもある。

## 経歴

### プロ入りとレッズ時代
2011年のMLBドラフト23巡目（全体715位）でシンシナティ・レッズから指名され、プロ入り。
2012年に傘下のパイオニアリーグのルーキー級ビリングス・マスタングスでプロデビュー。15試合に先発登板して5勝6敗、防御率5.32、52奪三振を記録した。
2013年はA級デイトン・ドラゴンズでプレーし、25試合に先発登板して7勝11敗、防御率4.86、89奪三振を記録した。
2014年もA級デイトンでプレーし、28試合に先発登板して8勝11敗、防御率4.12、128奪三振を記録した。
2015年はA+級デイトナ・トーテュガスとAA級ペンサコーラ・ブルーワフーズでプレーし、2球団合計で26試合（先発25試合）に登板して6勝9敗、防御率4.82、88奪三振を記録した。オフの11月19日にルール・ファイブ・ドラフトでの流出を防ぐために40人枠入りした。
2016年はAA級ペンサコーラでプレーし、27試合に先発登板して6勝11敗、防御率3.52、144奪三振を記録した。
2017年は開幕をAAA級ルイビル・バッツで迎えた。4月16日にメジャー初昇格を果たすと、同日のミルウォーキー・ブルワーズ戦にて先発でメジャーデビュー。この試合は3回3失点の投球で敗戦投手となった。 この年メジャーでは16試合に先発登板して5勝8敗、防御率4.45、73奪三振を記録した。
2018年は開幕ローテーションの一員として、39試合（先発25試合）に登板して8勝11敗、防御率5.31、105奪三振を記録した。
2019年はAAA級ルイビルで開幕を迎え、7月下旬にメジャーに昇格した。12試合に登板して1勝0敗2セーブ、防御率7.71、16奪三振を記録した。
2020年2月5日にペドロ・ストロップの加入に伴ってDFAとなり、11日にマイナー契約でAAA級ルイビルへ配属された。9月13日にメジャー契約を結んでアクティブ・ロースター入りした。
2021年5月14日にマイケル・フェリスの加入に伴って再びDFAとなり、17日にFAとなった。

### ヤンキース時代
2021年5月19日にニューヨーク・ヤンキースとマイナー契約を結び、傘下のAAA級スクラントン・ウィルクスバリ・レイルライダースへ配属された。7月18日に自由契約となったが、同日中に再びマイナー契約を結んだ。7月22日にメジャー契約を結んでアクティブ・ロースター入りした。7月31日にDFAとなった。

### ブルワーズ時代
2021年8月3日にウェイバー公示を経てブルワーズへ移籍した。8月10日にDFAとなり、13日にFAとなった。

### ヤンキース復帰
2021年8月14日にヤンキースとマイナー契約を結び、AAA級スクラントン・ウィルクスバリへ配属された。9月9日にメジャー契約を結んでアクティブ・ロースター入りした。同日のトロント・ブルージェイズ戦では7回表に2番手でリリーフ登板したが、決勝点を許して敗戦投手となり、翌10日にDFA、13日にFAとなった。FAとなった翌日の9月14日に再びヤンキースとメジャー契約を結んだ。9月20日に自由契約となった。

### マリナーズ傘下時代
2022年3月22日にシアトル・マリナーズとマイナー契約を結び、スプリングトレーニングに招待選手として参加することになった。4月4日に現役引退が発表された。

### 現役復帰
2022年11月15日にベネズエラのウィンターリーグであるリーガ・ベネソラーナ・デ・ベイスボル・プロフェシオナル（LVBP）のカルデナレス・デ・ララと契約し、現役復帰を果たした。
2023年4月12日にアトランティックリーグのガストニア・ハニーハンターズと契約を結んだ。

## 投球スタイル
150km/h前半のフォーシームに、スライダー、チェンジアップを織り交ぜる。

## 詳細情報

### 年度別投手成績
| 年 度    | 球 団    | 登 板 | 先 発 | 完 投 | 完 封 | 無 四 球 | 勝 利 | 敗 戦 | セ 丨 ブ | ホ 丨 ル ド | 勝 率 | 打 者 | 投 球 回 | 被 安 打 | 被 本 塁 打 | 与 四 球 | 敬 遠 | 与 死 球 | 奪 三 振 | 暴 投 | ボ 丨 ク | 失 点 | 自 責 点 | 防 御 率 | W H I P |
| -------- | -------- | ----- | ----- | ----- | ----- | -------- | ----- | ----- | -------- | ----------- | ----- | ----- | -------- | -------- | ----------- | -------- | ----- | -------- | -------- | ----- | -------- | ----- | -------- | -------- | ------- |
| 2017     | CIN      | 16    | 16    | 0     | 0     | 0        | 5     | 8     | 0        | 0           | .385  | 384   | 87.0     | 91       | 9           | 37       | 2     | 4        | 73       | 5     | 0        | 49    | 43       | 4.45     | 1.47    |
| 2018     | CIN      | 39    | 25    | 0     | 0     | 0        | 8     | 11    | 0        | 2           | .421  | 644   | 145.2    | 155      | 23          | 53       | 6     | 4        | 105      | 7     | 0        | 92    | 86       | 5.31     | 1.43    |
| 2019     | CIN      | 12    | 0     | 0     | 0     | 0        | 1     | 0     | 2        | 1           | 1.000 | 77    | 16.1     | 22       | 4           | 8        | 1     | 1        | 16       | 1     | 0        | 14    | 14       | 7.71     | 1.84    |
| 2020     | CIN      | 2     | 0     | 0     | 0     | 0        | 1     | 0     | 0        | 0           | 1.000 | 4     | 1.1      | 0        | 0           | 0        | 0     | 0        | 0        | 0     | 0        | 0     | 0        | 0.00     | 0.00    |
| 2021     | CIN      | 14    | 0     | 0     | 0     | 0        | 0     | 0     | 0        | 0           | ----  | 91    | 20.2     | 20       | 4           | 9        | 2     | 0        | 12       | 0     | 1        | 14    | 12       | 5.23     | 1.40    |
| 2021     | MIL      | 1     | 0     | 0     | 0     | 0        | 0     | 1     | 0        | 0           | .000  | 7     | 1.0      | 4        | 1           | 0        | 0     | 0        | 0        | 0     | 0        | 4     | 3        | 27.00    | 4.00    |
| 2021     | NYY      | 4     | 0     | 0     | 0     | 0        | 0     | 1     | 0        | 1           | .000  | 20    | 3.1      | 7        | 0           | 2        | 0     | 1        | 5        | 0     | 0        | 2     | 2        | 5.40     | 2.70    |
| '21計    | NYY      | 19    | 0     | 0     | 0     | 0        | 0     | 2     | 0        | 1           | .000  | 118   | 25.0     | 31       | 5           | 11       | 2     | 1        | 17       | 0     | 1        | 20    | 17       | 6.12     | 1.68    |
| MLB：5年 | MLB：5年 | 88    | 41    | 0     | 0     | 0        | 15    | 21    | 2        | 4           | .417  | 1227  | 275.1    | 299      | 41          | 109      | 11    | 10       | 211      | 13    | 1        | 175   | 160      | 5.23     | 1.48    |

### 年度別守備成績
| 年 度 | 球 団 | 投手（P） | 投手（P） | 投手（P） | 投手（P） | 投手（P） | 投手（P） |
| 年 度 | 球 団 | 試 合     | 刺 殺     | 補 殺     | 失 策     | 併 殺     | 守 備 率  |
| ----- | ----- | --------- | --------- | --------- | --------- | --------- | --------- |
| 2017  | CIN   | 16        | 12        | 13        | 1         | 0         | .962      |
| 2018  | CIN   | 39        | 15        | 18        | 2         | 1         | .943      |
| 2019  | CIN   | 12        | 0         | 2         | 0         | 1         | 1.000     |
| 2020  | CIN   | 2         | 0         | 0         | 0         | 0         | ----      |
| 2021  | CIN   | 14        | 0         | 3         | 0         | 2         | 1.000     |
| 2021  | MIL   | 1         | 0         | 1         | 0         | 0         | 1.000     |
| 2021  | NYY   | 4         | 0         | 1         | 0         | 0         | 1.000     |
| '21計 | NYY   | 19        | 0         | 5         | 0         | 2         | 1.000     |
| MLB   | MLB   | 88        | 27        | 38        | 3         | 4         | .956      |

### 背番号
- 47（2017年 - 2021年5月13日）
- 68（2021年7月22日 - 同年7月30日、2021年9月9日 - 同年9月19日）
- 48（2021年8月7日）